# Банятика
Баня̀тика (на италиански: Bagnatica; на ломбардски: Bagnadega, Банядега) е малкло градче и община в Северна Италия, провинция Бергамо, регион Ломбардия. Разположено е на 220 m надморска височина. Населението на общината е 4329 души (към 2017 г.).